# Tchouïa (Léna)
Pour les articles homonymes, voir Tchouïa (homonymie).
La Tchouïa (en russe : Чуя) est une rivière de Sibérie orientale en Russie d'Asie, qui coule en république autonome de Bouriatie et dans l'oblast d'Irkoutsk. C'est un affluent de la Léna en rive droite.

## Géographie
Son bassin versant a une superficie de 18 400 km2. Sa longueur est de 512 km.
La Tchouïa naît sur le versant nord des monts Stanovoï, dans la chaîne latérale des monts Synnyr, de la confluence de deux branches-source : la Bolchaïa (grande) Tchouïa et la Malaïa (petite) Tchouïa.
La rivière court en règle générale du sud vers le nord-nord-est, dans une zone de hautes terres. Ce faisant, elle se rapproche de la Léna. Dans la partie inférieure de son parcours, elle coule parallèlement et à courte distance du cours du Vitim situé plus à l'est.
Sa longueur de 512 km résulte de la prise en compte comme cours supérieur du plus long de ses deux rameaux initiaux, la Bolchaïa Tchouïa.
Généralement, la rivière est gelée depuis la mi-octobre jusqu'à la mi-mai.
Il n'y a aucun centre urbain de quelque importance sur ses rives.

## Hydrométrie - Les débits mensuels à Tchouïa
La Tchouïa est un cours d'eau abondant. Son débit a été observé pendant 10 ans (de 1981 à 1990) à Tchouïa, localité située au niveau de sa confluence avec la Léna.
Le débit inter annuel moyen ou module observé à Tchouïa sur cette période était de 238 m3/s pour une surface de drainage de 18 400 km2, soit la totalité du bassin versant de la rivière.
La lame d'eau écoulée dans ce bassin versant se monte ainsi à 408 millimètres par an, ce qui doit être considéré comme élevé dans le contexte du bassin de la Léna.
Rivière alimentée en partie par les pluies d'été et aussi par la fonte des neiges, la Tchouïa est un cours d'eau de régime nivo-pluvial qui présente deux saisons bien marquées.
Les hautes eaux se déroulent de la fin du printemps au début de l'automne, du mois de mai au mois de septembre inclus, avec un sommet très net en mai-juin qui correspond au dégel et à la fonte des neiges. Le bassin bénéficie de bonnes précipitations en toutes saisons, particulièrement sur les hauts sommets des monts Stanovoï dans la partie supérieure ou sud du bassin. Elles tombent sous forme de pluie en été, ce qui explique que le débit de juillet à septembre-octobre soit abondant. En octobre, le débit de la rivière baisse fortement, ce qui mène à la période des basses eaux, liée aux très basses températures de l'hiver est-sibérien. Cette saison de basses eaux, d'une durée de six à sept mois, a lieu d'octobre à début mai et correspond aux importantes gelées qui s'abattent sur toute la région.
Le débit moyen mensuel observé en mars (minimum d'étiage) est de 38,0 m3/s, soit plus ou moins 4,5 % du débit moyen du mois de juin (857 m3/s), ce qui souligne l'amplitude élevée des variations saisonnières. Sur la durée d'observation de 10 ans, le débit mensuel minimal a été de 18,5 m3/s en février 1988, tandis que le débit mensuel maximal s'élevait à 1 520 m3/s en juin 1983.
En ce qui concerne la période estivale, libre de glaces (de mai à septembre inclus), le débit mensuel minimum observé a été de 129 m3/s en août 1987, niveau restant encore franchement abondant.